# Vartan İhmalyan
Vartan İhmalyan (* 22. März 1913 in Konya; † 1987 in Moskau, Sowjetunion) war ein türkisch-armenischer Schriftsteller, Bauingenieur und Mitglied der Kommunistischen Partei der Türkei. Er ist türkeiweit als İhmal Amca (Onkel Ihmal) bekannt, da er zahlreiche berühmte Märchen schrieb. Er ist der Bruder des Malers Jak İhmalyan.

## Leben
Vartan İhmalyan wurde in Konya als Sohn einer armenischen Familie geboren. Nach dem Abschluss des Gymnasiums Kadıköy in Istanbul wurde er in die Türkische Armee einberufen. Nachdem er von 1937 bis 1939 seinen Militärdienst in Çivril bei Denizli absolviert hatte, besuchte er das Robert College, das er 1944 abschloss. An der Akademie der Schönen Künste von Istanbul begann er ein Architekturstudium. Mithilfe seines Schulkameraden Rasih Güran trat er der Kommunistischen Partei der Türkei bei. Im Jahr 1944 wurde er festgenommen und im Sansaryan Han von Sirkeci verurteilt. Nach einer erneuten Verurteilung 1946 wurde er drei Monate im Sansaryan Han inhaftiert und verließ anschließend die Türkei.
Zusammen mit seiner Frau wollte er in die Armenische Sozialistische Sowjetrepublik auswandern, ging jedoch nach Paris. Da er dort ebenfalls festgehalten wurde, musste er mit einem Transitvisum für 16 Jahre in Frankreich leben. 1956 wurde er von der Türkischen Kommunistischen Partei für die Ausstrahlung von Radiosendungen in türkischer Sprache nach Budapest geschickt. Wegen des ungarischen Volksaufstands wanderte er in die Tschechoslowakei aus. In Prag lernte er Nâzım Hikmet kennen. Mit seiner Hilfe siedelte er sich in Warschau an. Nachdem die Türkei-Abteilung von Radio Warschau geschlossen worden war, ging er in die Volksrepublik China, wo er bei Radio Peking für den türkischen Dienst arbeitete. Wegen des chinesisch-sowjetischen Zerwürfnisses ging er 1961 nach Moskau, wo er bei Radio Moskau Sendungen auf Türkisch moderierte.
Vartan İhmalyan schrieb vor allem Märchen und Kinderbücher. Sein erstes Märchenbuch war Sihirli Çiçek (Magische Blume), das in Bulgarien auf Türkisch veröffentlicht wurde. Sein Märchen Duş (Dusche) wurde in der Türkei 1972 ausgezeichnet. Das in der Türkei für Kinder geschriebene Geschichtenbuch İhmal Amca wurde zusammen mit seinen Erinnerungen Bir Yaşamın Öyküsü (Die Geschichte eines Lebens) veröffentlicht.

## Werke
- Sihirli Çiçek
- Şeytan Uçurtması (Teufelsdrachen)
- Güneşe Vurgun Çocuk (Kind, das der Sonne ausgesetzt ist)
- Eşek Eşekken (Als der Esel ein Esel war)
- Boyalı Kırlangıç
- İhmal Amca
- Bir Yaşamın Öyküsü